# Richard von Weizsäcker
Richard Karl Freiherr von Weizsäcker (n. 15 aprilie 1920, Stuttgart, Regatul Württemberg, Imperiul German – d. 31 ianuarie 2015, Berlin, Germania) a fost un om politic creștin-democrat german, membru al Uniunii Creștin-Democrate (CDU). A fost din 1981 până în 1984 primar al Berlinului de Vest, după care a îndeplinit funcția de președinte al RFG în perioada 1984-1994.

## Biografie
S-a născut într-o aripă a Castelului Nou din Stuttgart ca fiu al lui Ernst von Weizsäcker și al Mariannei von Weizsäcker (născută von Graevenitz). Tatăl său, Ernst von Weizsäcker, a fost ofițer de marină în Primul război mondial, în perioada interbelică diplomat, ajungând în perioada nazistă pe postul de secretar de stat la ministerul de externe condus de Joachim von Ribbentrop și Oberführer SS în cartierul personal al lui Heinrich Himmler, posturi din care a demisionat în 1943, fiind numit ambasador la Sfântul Scaun, unde a rămas până în 1946. În 1947 a venit la Nürnberg mai întâi ca martor. Ulterior a fost arestat și condamnat în cadrul proceselor de la Nürnberg la 7, mai apoi 5 ani de închisoare. Bunicul lui Richard von Weizsäcker a fost Karl von Weizsäcker, fost prim-ministru al regatului Württemberg (1906-1908). Richard von Weizsäcker a fost fratele fizicianului și filosofului Carl Friedrich von Weizsäcker. 
Richard von Weizsäcker a studiat dreptul și istoria la Universitatea din Göttingen. În 1969 a fost ales în Bundestag și a fost membru al Bundestagului până în 1981. A fost candidatul CDU și CSU la alegerile prezidențiale germane din 1974, dar a fost învins de Walter Scheel (FDP). Von Weizsäcker a fost vicepreședinte al Bundestagului între 1979 și 1981. A fost primar al Berlinului de Vest între 1981 și 1984.
Din 1984 a fost al șaselea președinte al Republicii Federale Germania. Reales în 1989, a ramăs in funcție pănă în 1994. În cel de-al doilea mandat, a devenit primul președintele al Germaniei reunificate în 1990.
A fost membru onorific al Clubului de la Roma.

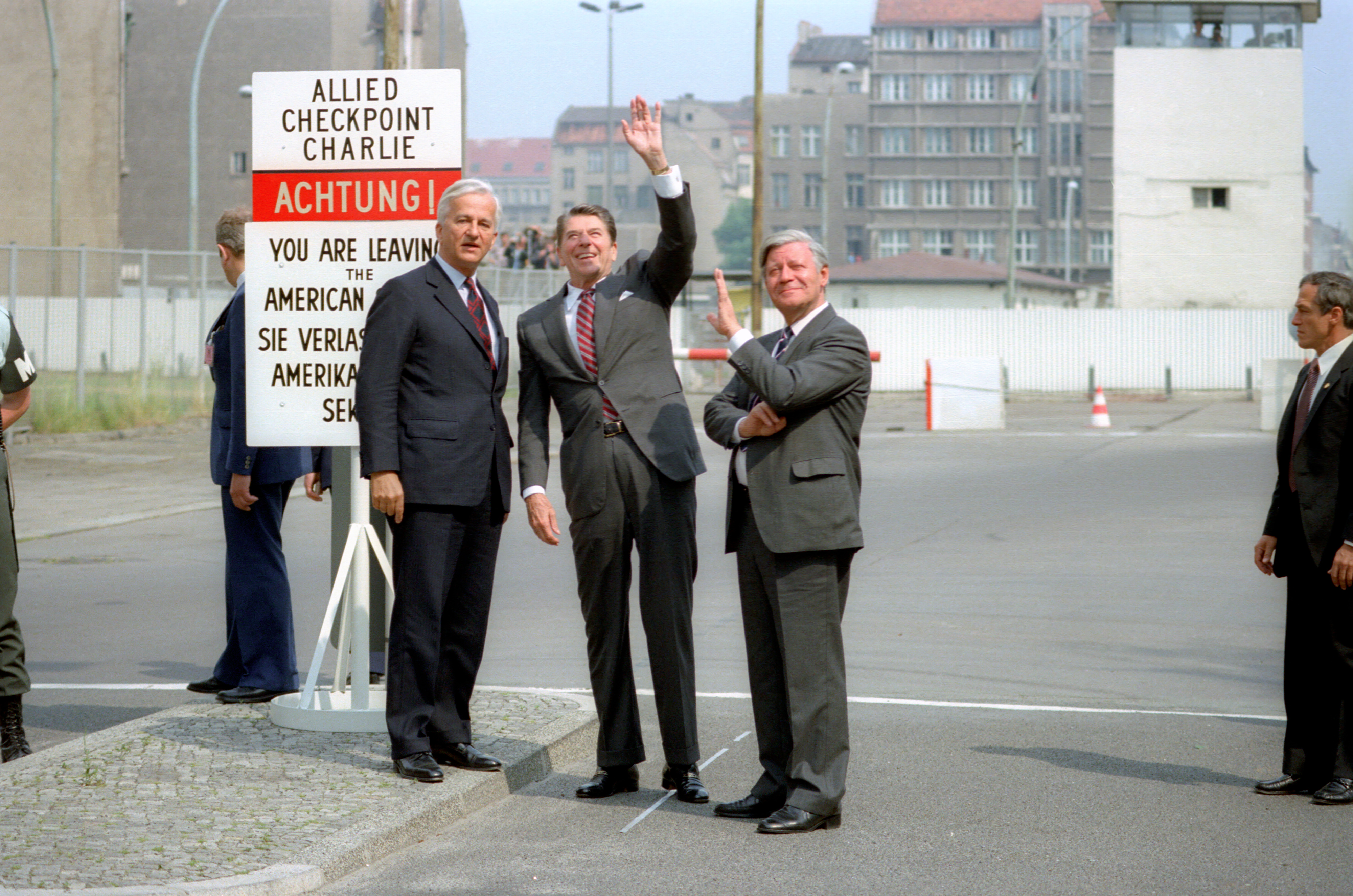
Richard von Weizsäcker, Ronald Reagan și Helmut Schmidt
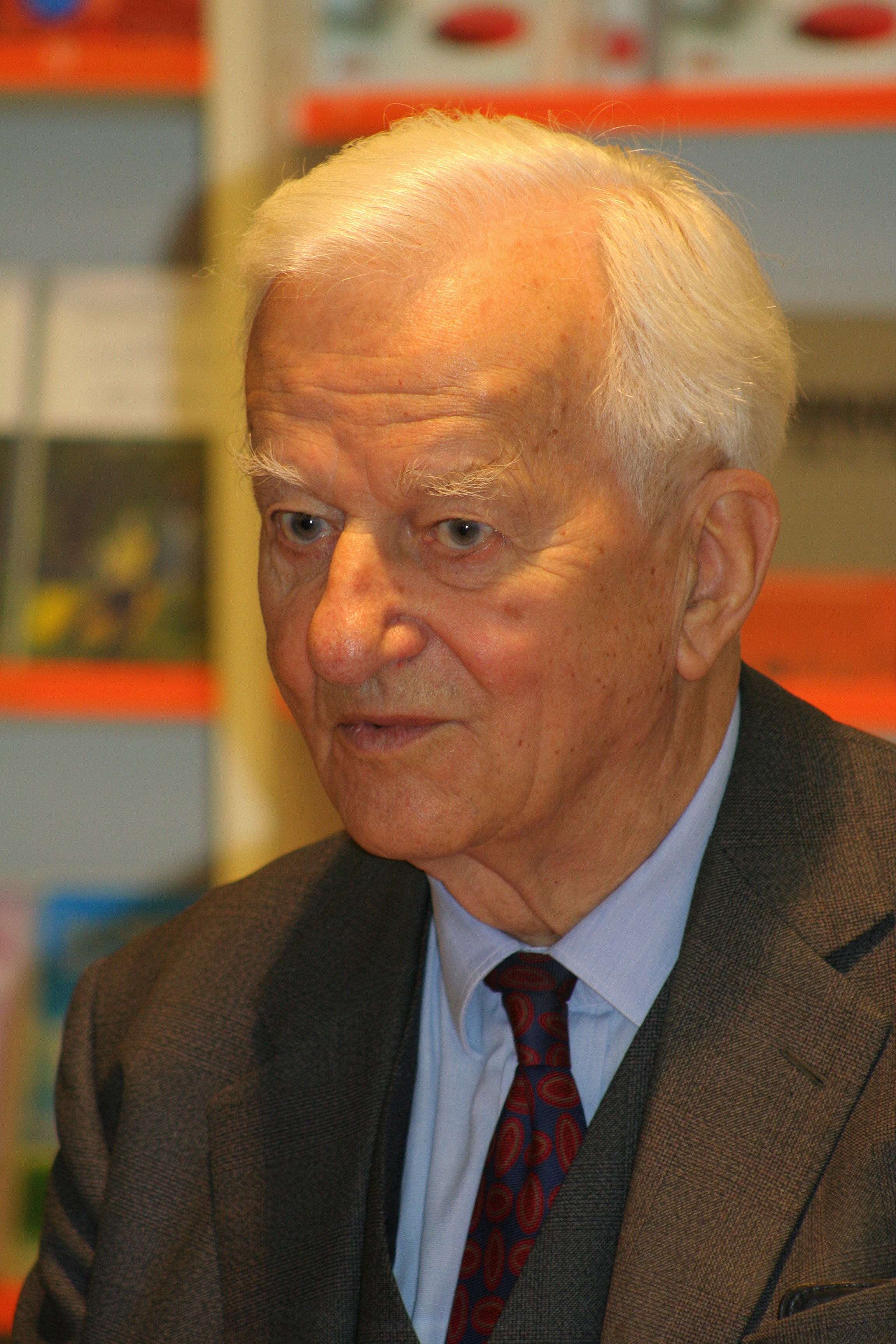
Preşedintele Germaniei, Richard von Weizsäcker
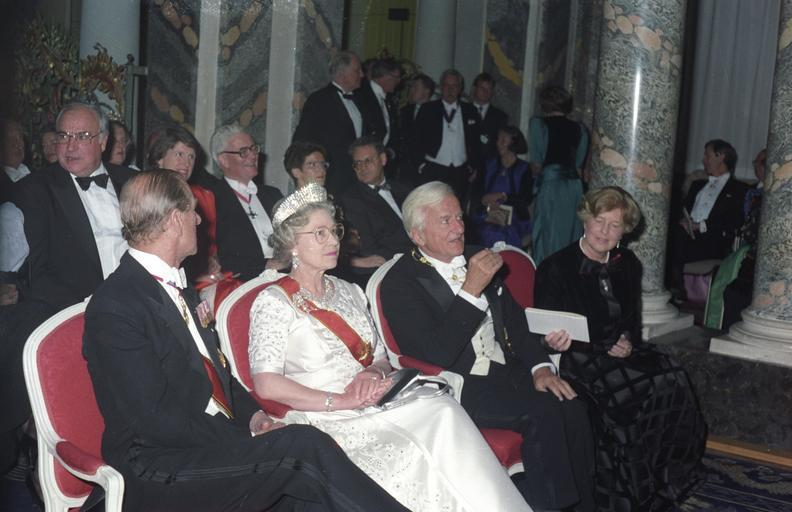
Regine Elisabeta a II-a și Richard von Weizsäcker